# Valenzbindungstheorie
Die Valenzbindungstheorie (VB-Theorie), auch Valenzstrukturtheorie, Elektronenpaar-Theorie, Heitler-London-Theorie oder engl. Valence Bond Theory genannt, ist ein von Walter Heitler und Fritz London 1927 entwickeltes quantenmechanisches Näherungsverfahren zur Beschreibung von Atombindungen in mehratomigen Systemen mit dominierendem Zweielektronen-Verhalten (z. B. werden bei Molekülen aus zwei Alkali-Atomen die beiden „Leuchtelektronen“ gesondert betrachtet). Der Standardfall ist das Wasserstoffmolekül.
In diesem Modell entsteht eine Valenzbindung zwischen zwei Atomen dadurch, dass jedes dieser Atome ein Elektron für eine Bindung zur Verfügung stellt. Diese beiden Elektronen bilden ein Elektronenpaar in einem bindenden Ortszustand des Moleküls. Die beiden Atomkerne im Molekül haben Anteil an beiden Elektronen, also (bei polaren Bindungen) am „eigenen“ Elektron und am Elektron „des Partners“, während man bei nichtpolaren Bindungen nur über die Symmetrie des Systems Aussagen machen kann, da nach dem Pauli-Prinzip eine symmetrische Zwei-Elektronen-Ortsfunktion immer mit einer antisymmetrischen Zwei-Elektronen-Spinfunktion multipliziert werden muss bzw. umgekehrt eine antisymmetrische Ortsfunktion mit einer symmetrischen Spinfunktion. Wegen der Vertauschungssymmetrie des Systems ist jedenfalls bei Abwesenheit spinabhängiger Potentiale die Ortsfunktion des Zwei-Elektronen-Systems entweder symmetrisch (+ Zeichen beim zweiten Term, sog. bindender Zustand) oder antisymmetrisch (-Zeichen, sog. antibindender Zustand). Die Energiekurve {\displaystyle E_{|A-B|}}, die bei Variation des Abstandes {\displaystyle |A-B|} der beiden Atomkerne entsteht, ist die Triebkraft für die Bildung von Molekülen, wobei man im Fall einer symmetrischen Ortswellenfunktion einen Singulett-Zustand erhält (da dann die Spinwellenfunktion der beiden Elektronen antisymmetrisch sein muss), im Fall einer antisymmetrischen Ortswellenfunktion dagegen einen von drei Triplett-Zuständen (s. u.).
Die Berechnung der molekularen Bindungsenergie ergibt im Detail, dass man im ersten Fall, also für den Singulettzustand des Zwei-Elektronensystems, eine stabile Bindung bekommt („bonding state“), während für den Triplett-Fall, also für eine antisymmetrische Zwei-Elektronen-Ortsfunktion, nicht nur eine viel höhere Energie resultiert; sondern (im Gegensatz zum Singulett-Zustand mit seinem ausgeprägten Minimum der Energiekurve) resultiert jetzt sogar ein monoton-abfallendes Verhalten der Energiekurve, was einem antibindenden Verhalten entspricht.
Ein Vorteil der Valenzbindungstheorie ist, dass sich die Wellenfunktion als Linearkombination von Resonanzstrukturen verstehen lässt, wodurch sie einer direkten chemischen Interpretation zugänglich ist, was bei molekülorbitalbasierten Ansätzen deutlich schwieriger ist. Daher eignen sich VB-Ansätze speziell, um ein Verständnis für Moleküle mit einer ungewöhnlichen elektronischen Struktur zu erhalten.

## Singulett- und Triplett-Zustände eines Zweielektronsystems
Die Singulett-Spinfunktion ist bei Benutzung der üblichen Pfeilsymbolik (wobei sich der erste Pfeil auf das eine Elektron bezieht, der zweite auf das andere):
{\displaystyle \left|S{=}0,M{=}0\right\rangle =(1/{\sqrt {2}})\cdot (\left|{{\mathord {\uparrow }}{\mathord {\downarrow }}}\right\rangle -\left|{{\mathord {\downarrow }}{\mathord {\uparrow }}}\right\rangle )} (d. h. der Spin des ersten Elektrons zeigt nach oben, der des zweiten nach unten oder umgekehrt, mit einem Minus in der Linearkombination; wie gesagt: das Ganze multipliziert mit einer symmetrischen Ortsfunktion der beiden Elektronen.)
Die drei Triplett-Zustände sind dagegen (unterschieden durch die „magnetische Quantenzahl“ M):
{\displaystyle \left|S{=}1,M{=}{+1}\right\rangle =\left|{{\mathord {\uparrow }}{\mathord {\uparrow }}}\right\rangle }
{\displaystyle \left|S{=}1,M{=}0\right\rangle =(1/{\sqrt {2}})\cdot (\left|{{\mathord {\uparrow }}{\mathord {\downarrow }}}\right\rangle +\left|{{\mathord {\downarrow }}{\mathord {\uparrow }}}\right\rangle )}
{\displaystyle \left|S{=}1,M{=}{-1}\right\rangle =\left|{{\mathord {\downarrow }}{\mathord {\downarrow }}}\right\rangle } (also z. B. beide Spins nach oben oder der erste entgegengesetzt zum zweiten, jetzt mit einem + in der Linearkombination; oder; beide Spins nach unten. Wie gesagt: das Ganze multipliziert mit einer antisymmetrischen Ortsfunktion der beiden Elektronen.)
Die Energie des Systems hängt bei der hier angenommenen Vernachlässigung relativistischer Terme nur von den Ortsfunktionen ab, und ist, wie sich herausstellt (s. u.), für den Singulett-Fall bindend bzw. für den Triplett-Fall antibindend (abstoßend). Der Hamiltonoperator (Energieoperator) des Systems berücksichtigt dabei außer der kinetischen Energie der beiden Elektronen - die Atomkerne werden festgehalten (Born-Oppenheimer-Näherung) - nur die sämtlichen Coulombwechselwirkungen mit Beteiligung der beiden Elektronen, also die ortsabhängigen Coulomb-Anziehungen beider Elektronen durch beide Atomkerne (vier Beiträge zum Hamilton-Operator) sowie die ebenfalls ortsabhängige gegenseitige Coulomb-Abstoßung von Elektron 1 und 2 (nur ein Beitrag zu {\displaystyle {\mathcal {H}}}).

## Grundmodell
Das Grundmodell wurde für das Wasserstoffmolekül entwickelt, da es die einfachsten Berechnungen ermöglicht:
- Jedes der zwei Wasserstoffatome stellt jeweils ein Elektron für eine Elektronenpaarbindung zur Verfügung.
- Durch Kombination der s-Orbitale der Wasserstoffatome, in denen sich die Elektronen ursprünglich befanden, entstehen Molekülorbitale, ein unbesetztes antibindendes Molekülorbital und ein besetztes bindendes Molekülorbital, in dem sich die beiden Elektronen dann (spingekoppelt, s. o.) als Elektronenpaar befinden. (Die Spinkopplung berücksichtigt das Pauliprinzip.)
- Die theoretische Energie der Bindung und die Aufenthaltswahrscheinlichkeit der Elektronen im bindenden Molekülorbital lassen sich über die Wellenfunktion dieses Orbitals bestimmen.
- Die Wellenfunktion des bindenden Molekülorbitals jedoch ist unbekannt und wird unter Berücksichtigung verschiedener Faktoren angenähert, bis sie in zufriedenstellender Weise mit experimentellen Befunden übereinstimmt.
- Als Ausgangspunkt für die rechnerische Annäherung dienen die zwei s-Orbitale der ursprünglich einzelnen Wasserstoffatome.

## Valenzbindungs-Methode für das Wasserstoff-Molekül
Wasserstoffatom A hat Elektron Nr. 1 und die Wellenfunktion {\displaystyle \Psi _{A(1)}}.
Wasserstoffatom B hat Elektron Nr. 2 und die Wellenfunktion {\displaystyle \Psi _{B(2)}}.
Der experimentell ermittelte Abstand der Wasserstoffkerne im Molekül liegt bei 74 pm, die Bindungsenergie bei −458 kJ·mol−1.

### Elementare Näherung
In der elementaren Näherung  wird ganz außer Acht gelassen, ob und wie sich die beiden Atomkerne und Elektronen gegenseitig beeinflussen, wenn sie sich zur Bildung einer Bindung einander annähern.
Die Wellenfunktion {\displaystyle \Psi } für ein System aus zwei Atomen, die sich gegenseitig nicht beeinflussen, erhält man aus den Wellenfunktionen der einzelnen Wasserstoffatome:
{\displaystyle \Psi =\Psi _{\mathrm {A(1)} }\cdot \Psi _{\mathrm {B(2)} }}
Die Bindungsenergie und der Kernabstand, die sich daraus ergeben, stimmen kaum mit den experimentellen Befunden überein.

### Austauschenergie nach Heitler und London
Im Molekülorbital muss sich Elektron 1 nicht immer bei Wasserstoffatom A befinden, genauso wenig Elektron 2 immer bei Wasserstoffatom B. Beide Fälle sind vielmehr wegen des Pauliprinzips gleich wahrscheinlich. Dementsprechend wird ein Term für vertauschte Elektronen hinzugefügt, der aus Symmetriegründen entweder mit Plus 1 oder mit Minus 1 gewichtet wird. Dabei ist zunächst keineswegs klar, ob der erste oder zweite Fall mit bindendem bzw. antibindendem Verhalten verknüpft ist; dies ergibt sich erst durch konkrete Rechnung bzw. durch eine gesonderte Überlegung, wie sie Eugen Wigner  durchgeführt hat.
Also {\displaystyle \Psi _{\pm }=\Psi _{\mathrm {A(1)} }\cdot \Psi _{\mathrm {B(2)} }\pm \Psi _{\mathrm {B(1)} }\cdot \Psi _{\mathrm {A(2)} },} wobei eine symmetrische Ortsfunktion (... + ...), mit einer Singulett-Spinfunktion, eine antisymmetrische, (... - ...), dagegen mit einer Triplett-Spinfunktion multipliziert wird. Wie Eugen Wigner durch die oben angegebene Überlegung gezeigt hat, ist der Grundzustand eines Zweielektronensystems immer ein Singulett-Zustand (also mit einer symmetrischen Ortsfunktion, Fall +) und entspricht niemals einer Triplett-Ortsfunktion (Fall -).
Die mit dem Hamiltonoperator {\displaystyle {\mathcal {H}}} berechnete Energiedifferenz {\displaystyle E_{+}-E_{-}\ (=\Delta E_{\mathrm {Exch.} })} wird als Austauschenergie bezeichnet, wobei wegen der Normierungsbedingung der Schrödingerfunktionen ein weiteres Mal der Vorzeichenfaktor ± auftritt, jetzt im Nenner:
{\displaystyle \Delta E_{\mathrm {Exch.} }={\frac {\langle \Psi _{+}|{\mathcal {H}}|\Psi _{+}\rangle }{\langle \Psi _{+}|\Psi _{+}\rangle }}-{\frac {\langle \Psi _{-}|{\mathcal {H}}|\Psi _{-}\rangle }{\langle \Psi _{-}|\Psi _{-}\rangle }}.}
Die Vorzeichenkonvention stammt aus der Theorie des Ferromagnetismus und ist hier ziemlich gewöhnungsbedürftig: Da bei Zweielektronsystemen immer der Triplettzustand (der Zustand mit dem Minusvorzeichen in der Ortsfunktion) die weitaus höhere Energie besitzt, also energetisch ungünstig ist, ist das Vorzeichen der Austauschenergie für Zweielektronsysteme immer negativ, was in der Theorie des Ferromagnetismus im sogenannten Heisenbergmodell für die antiferromagnetischen Zustände gilt. Eine weitere gebräuchliche Konvention erhält man, indem man in der letzten Gleichung auf der linken Seite (oder in der vorletzten Gleichung auf der rechten Seite) vor {\displaystyle \Delta E_{\mathrm {Exch.} }} einen Faktor 2 anbringt.
Hier findet man jedenfalls mit dem positiven Koeffizienten schon eine gute Annäherung an experimentelle Ergebnisse, während das negative Vorzeichen auf den erwähnten „unbesetzten Zustand“ führt.

### Abschirmung
Die Terme {\displaystyle \Psi _{\mathrm {A} }} und {\displaystyle \Psi _{\mathrm {B} }} berücksichtigen nur, dass ein Elektron die Kernladung eines Wasserstoffkernes abschirmt.
Im Molekül jedoch befinden sich zwei Kerne und zwei Elektronen, die die Kernladungen insgesamt stärker abschirmen, wodurch die effektive Kernladung geringer ist.
Die effektive Kernladung wird in den obigen Wellenfunktionen durch gestrichene Symbole berücksichtigt. Also erhält man erneut die Ortsfunktionen:
{\displaystyle \Psi _{\pm }=\Psi _{\mathrm {A(1)} }^{\prime }\cdot \Psi _{\mathrm {B(2)} }^{\prime }\pm \Psi '_{\mathrm {B(1)} }\cdot \Psi _{\mathrm {A(2)} }^{\prime }}

### Resonanz
Theoretisch können die Wasserstoffatome im Verbund ihre Elektronen nicht nur austauschen, sondern es besteht auch die kleine Wahrscheinlichkeit, dass sich manchmal beide Elektronen an einem der Wasserstoffkerne befinden.
Dementsprechend lassen sich für das Wasserstoffmolekül ionische Strukturen (Hund-Mulliken, Ein-Elektron-Molekülfunktionen) mit Gewichtsfaktoren {\displaystyle \lambda _{\pm }} zu den nichtionischen Zwei-Elektron-Funktionen (Zwei-Elektron-Heitler-London-Atomfunktionen) hinzuaddieren.
Da die Ionizität in den betrachteten Fällen jedoch gering ist, ist dieser Faktor im Allgemeinen klein und u. U. sogar völlig vernachlässigbar. Also:
{\displaystyle \Psi _{\pm }=\Psi '_{\mathrm {A(1)} }\Psi '_{\mathrm {B(2)} }\pm \Psi '_{\mathrm {B(1)} }\Psi '_{\mathrm {A(2)} }+\lambda _{\pm }\Psi '_{\mathrm {A(1)} }\Psi '_{\mathrm {A(2)} }+\lambda _{\pm }^{*}\Psi '_{\mathrm {B(1)} }\Psi '_{\mathrm {B(2)} }}
(Der Stern bezeichnet die komplexe Konjugation)
Anhand dieser einfachen Wellenfunktion lässt sich bereits die oben erwähnte Interpretierbarkeit der Wellenfunktion in Form von Resonanzstrukturen erkennen. Die ersten beiden Terme entsprechen der rein kovalenten Struktur, die beiden anderen den beiden ionischen.
Hier ist die Abweichung von experimentellen Befunden schon sehr gering und nach Anwendung einer Wellengleichung mit 100 Korrekturtermen kommt man zu Ergebnissen, die mit den Experimentalbefunden fast übereinstimmen. Zusätzlich ist zu berücksichtigen, dass man u. U. schon mit „ziemlich schlechten“ Wellenfunktionen recht gute Resultate für die Energie bekommt.
Interessant ist ferner, dass bereits das einfache Heitler-London-Modell, im Gegensatz zum Hartree-Fock-Ansatz der Molekülorbitaltheorie, das richtige Dissoziationsverhalten für das Wasserstoffmolekül vorhersagt. Im Dissoziationslimit müssen die Anteile der ionischen Resonanzstrukturen gleich null sein (homolytische Spaltung). Der Heitler-London-Ansatz bietet den Freiheitsgrad, dass die Koeffizienten der ionischen Strukturen im Rahmen der Optimierung variationell verschwinden, während die Hartree-Fock-Wellenfunktion ein 50:50 Verhältnis zwischen ionischen und kovalenten Anteilen vorsieht.
Das Grundmodell für Wasserstoffmoleküle wurde jedenfalls immer weiter verfeinert und die Problematik auf größere und wesentlich kompliziertere Moleküle übertragen, sowie auf Mehrfachbindungen, nicht nur in Molekülen, sondern auch im Festkörper.
Die Herangehensweise der Valenzbindungsmethode, sowie die Molekülorbitaltheorie stellen die Grundlage des heutigen Molecular Modelling dar, das durch computergestützte Berechnungen Voraussagen und Deutungen vieler Molekülstrukturen und Eigenschaften ermöglicht.

## Allgemeine Beschreibung von Molekülen
Allgemein lässt sich die VB-Wellenfunktion als Linearkombination der einzelnen VB-Strukturen schreiben:
{\displaystyle \Psi _{VB}=\sum _{i}c_{i}\Phi _{i}}
Das Gewicht der einzelnen Resonanzstrukturen kann durch die sogenannte Chirgwin-Coulson Formel berechnet werden:
{\displaystyle \omega _{i}=c_{i}^{2}+\sum _{i\neq j}c_{i}c_{j}S_{ij}}
Wobei {\displaystyle S_{ij}}das Überlappintegral zwischen den Strukturen darstellt. Um die VB-Energie und die Koeffizienten zu erhalten, wird die Wellenfunktion in die Schrödingergleichung eingesetzt und der Energieerwartungswert variationell berechnet (analog zur Herleitung der Configuration Interaction). Wie in der Quantenchemie üblich werden die einzelnen VB-Srukturen als Determinatenwellenfunktionen geschrieben, allerdings unter Verwendung von Atomorbialen (im Gegensatz zu Molekülorbitalen in der MO-Theorie). Die Atomorbitale werden wie üblich als Linearkombinationen von Basisfunktionen dargestellt. Im Rahmen der VBSCF-Methode (valence bond self consistent field calculation), werden sowohl die Expansionskoeffizeinten der VB-Wellenfunktion als auch der Basisfunktionen der einzelnen Atomorbitale variationell optimiert.
Unter Verwendung aller relevanter (linear unabhängiger) Strukturen ist der Ansatz äquivalent zur Full-CI.
Es gibt verschiedene Programmpakete, mit denen sich VB-Berechnungen durchführen lassen, wie z. B. XMVB und eine Vielzahl an verschiedenen ab intio Methoden neben der bereits erwähnten VBSCF, wie z. B. BOVB oder VBCI.

## Paulingsche Theorie der Komplexe
In Komplexen aus Zentralatom und einer bestimmten Anzahl von Liganden liegt die koordinative Bindung vor. Diese Bindungsart kommt nicht dadurch zustande, dass beide Reaktionspartner, also Zentralatom und Ligand, jeweils ein Elektron zur Verfügung stellen, sondern dadurch, dass der Ligand alleine zwei Elektronen mitbringt und damit eine Bindung zum Zentralatom ausbildet.
Wenn ein Ligand zwei Elektronen liefert, und n die Anzahl der bindenden Liganden ist, dann bekommt das Zentralatom n×2 Elektronen, die es irgendwo unterbringen muss. Zur Unterbringung stehen die leeren Außenorbitale des Zentralatoms zur Verfügung:
- Erste Periode der Übergangsmetalle: (außen) 4 d, 4 p, 4 s, 3 d (innen)
- Zweite Periode der Übergangsmetalle: (außen) 5 d, 5 p, 5 s, 4 d (innen)
- Dritte Periode der Übergangsmetalle: (außen) 6 d, 6 p, 6 s und 5 d (innen)

### Inner/outer orbital Komplexe
Die Aufklärung, warum manche Liganden outer- oder inner sphere Komplexe erzeugen, gelang erst mit der Kristallfeld- bzw. Ligandenfeldtheorie. Hier wurde der Begriff von high spin und low spin Komplexen eingeführt entsprechend der magnetischen Eigenschaften solcher Komplexe.
Beispiel:
Das Fe2+-Kation hat 6 Elektronen im 3d-Orbital, also eine 3d6-Konfiguration.
Mit sechs Wasserliganden kommen 12 Elektronen hinzu. In diesem Fall bleibt die Konfiguration des Kations erhalten: 3d6 4s2 4p6 4d4.
Mit sechs Cyanidliganden kommen auch 12 Elektronen hinzu. Hier verändert sich die „Originalbesetzung“ des Zentralatoms zu: 3d10 4s2 4p6.

### Geometrie
Zur Bindungsbildung zwischen Zentralatom und Liganden werden nach der VB-Theorie Hybridorbitale von Seiten des Zentralatoms gebildet, deren Anzahl der Menge an Elektronenpaaren entspricht, die die Liganden zur Bindung zur Verfügung stellen.
Je nach Art und vor allem Anzahl der Liganden-Elektronenpaare werden zur Hybridisierung bestimmte d(innen)-, s-, p- und d(außen)-Orbitale des Zentralatoms benutzt, wodurch sich charakteristische Koordinationsgeometrien ergeben:
- 6 Liganden: 2 · d (innen) + 1 · s + 3 · p = 6 · d2sp3 → Oktaeder (inner orbital complex)

- 6 Liganden: 1 · s + 3 · p + 2 · d (außen) = 6 · sp3 d2 → Oktaeder (outer orbital complex)

- 4 Liganden: 1 · s + 3 · p = 4 · sp3 → Tetraeder

- 4 Liganden: 1 · d(innen) + 1 · s + 2 · p = 4 · dsp2 → planares Quadrat

usw.

### Grenzen
Die VB-Theorie eignet sich gut zur Bestimmung von Komplexgeometrien und zur Erklärung der magnetischen Phänomene. Andere Phänomene, wie die Farbigkeit von Komplexen, lassen sich jedoch mit der VB-Theorie nur unter großem Aufwand erklären. Hierzu sind Modelle wie die Kristallfeldtheorie bzw. die Ligandenfeldtheorie oder die Molekülorbital-Theorie besser geeignet.